# Oviječ maskovaný
Oviječ maskovaný (Paguma larvata) je druh oviječe přirozeně žijící na Indickém subkontinentu a v jihovýchodní Asii. Podle Červeného seznamu IUCN patří k málo dotčeným taxonům, neboť se vyskytuje v mnoha chráněných oblastech, je tolerantní k určitému stupni modifikace stanoviště a je široce rozšířen s předpokládanými velkými populacemi, u nichž se neočekává klesající tendence. Rod Paguma byl pojmenován a poprvé popsán Johnem Edwardem Grayem v roce 1831. V roce 2003 byl u oviječe maskovaného pocházejícího z čínského trhu s divokými zvířaty objeven virus SARS-CoV.

## Popis

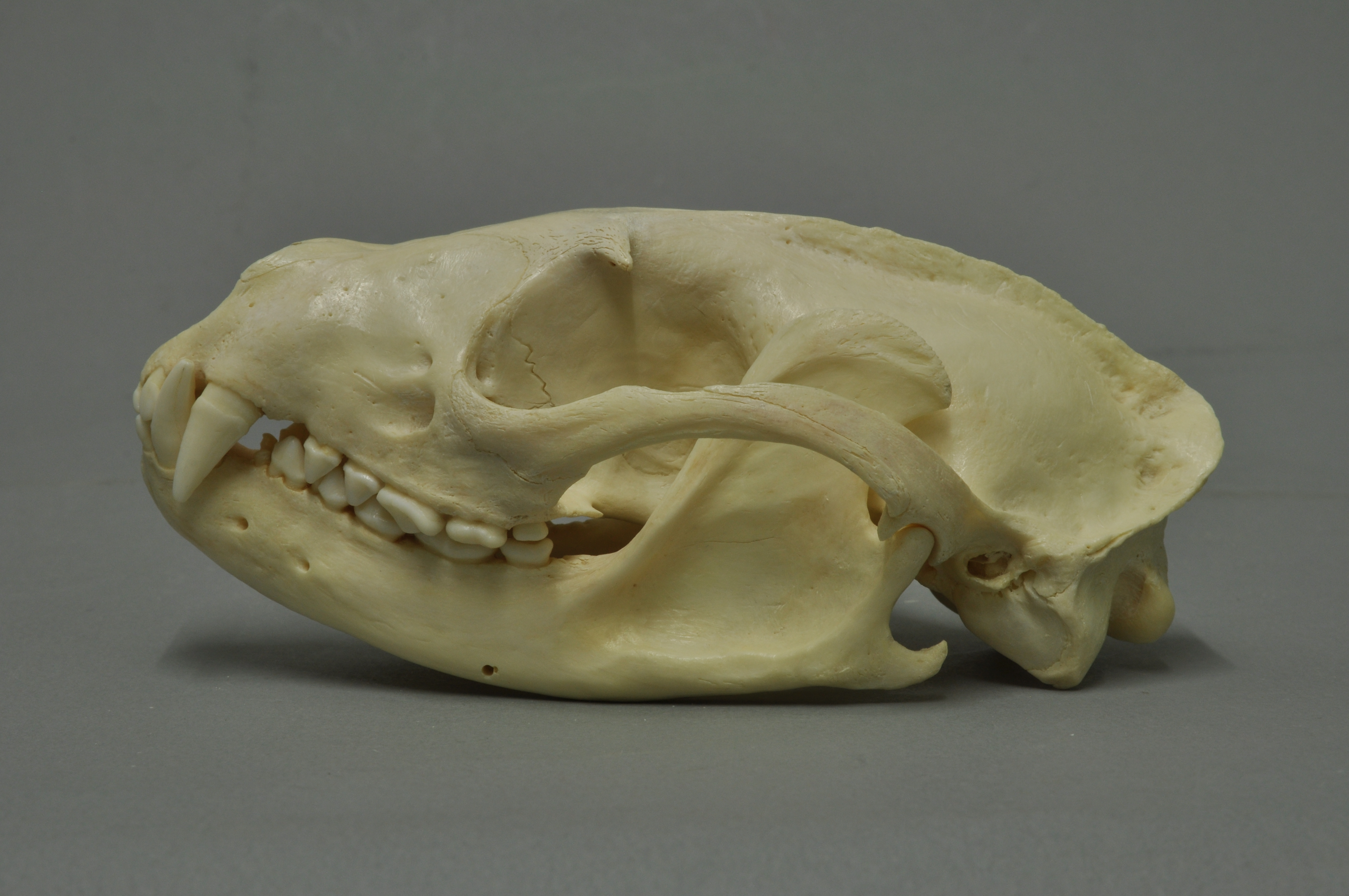
Lebka oviječe maskovaného

Morfologicky připomíná oviječ maskovaný ostatní oviječe, ale ve zbarvení chybí skvrny i pruhy. Jeho srst je načervenalá až šedá a má černobílou obličejovou masku. Délka ocasu dosahuje přibližně dvou třetin délky těla s hlavou.

## Rozšíření
Oviječ maskovaný se vyskytuje od severní části Indického subkontinentu, zejména v Himálajích, dále směrem na východ přes Bhútán, Bangladéš, Myanmar, Thajsko, jižní část Malajského poloostrova, Laos, Kambodžu, Vietnam až po oblast Činy, Bornea, Sumatry, Tchaj-wanu. Vyskytuje se také na souostrovích Nikobary a Andamany. Zavlečen byl i do Japonska a na souostroví Rjúkjú. Genetické studie naznačují, že se v Japonsku jedná o introdukovaný druh s několika zavlečeními v průběhu staletí, z nichž nejméně dvakrát k ní došlo z Tchaj-wanu. Jeho výskyt byl zaznamenán v jehličnatých i listnatých lesích i na narušených přirozených stanovištích. Obývá také roztříštěná lesní stanoviště, i když zde má jeho populace sníženou hustotu.

## Ekologie a chování
Oviječ maskovaný je noční solitérní predátor, který je pouze příležitostně aktivní během dne. Částečně se jedná o stromového savce. Je to všežravec, který se živí krysami či ptáky, stejně jako ovocem jako jsou fíky, mango či banány. Zřejmě se živí také měkkýši, členovci, kůrou a v mešní míře hady a žábami. Složení jeho potravy se liší podle místa výskytu a ročního období. V zajetí se mohou dožít až patnácti let.
Hlavní hrozbou oviječe maskovaného je pokračující ničení jeho přirozených stanovišť a také jejich lov pro maso, které se konzumuje v jižní Číně a ve Vietnamu.

### Reprodukce
Samičky mohou zabřeznout dvakrát do roka a jejich chování je promiskuitní. Samičky mohou mít až čtyři mláďata v jednom vrhu. Kopulace u oviječe maskovaného může trvat až třicet minut. Po jejím skončení zanechávají samečci kopulační zátku ve vaginálním traktu samičky. Mláďata dosahují velikosti dospělého jedince přibližně za tři měsíce od narození.

## Souvislost oviječe maskovaného a SARS
V květnu 2003 byl izolován virus SARS-CoV z několika oviječů maskovaných nalezených na trhu s divokými zvířaty v čínském Kuang-tungu. Znaky virové infekce však byly zjištěny i u jiných zvířat, včetně psů mývalovitých i u lidí pracujících na stejném trhu. V roce 2006 zjistili vědci z Čínského centra pro kontrolu a prevenci nemocí Hongkongské univerzity a z Kantonského centra pro kontrolu a prevenci nemocí přímou genetickou souvislost mezi koronavirem, který se objevil u oviječů i lidí, čímž tak potvrdili mezidruhový přenos nemoci.

## Galerie

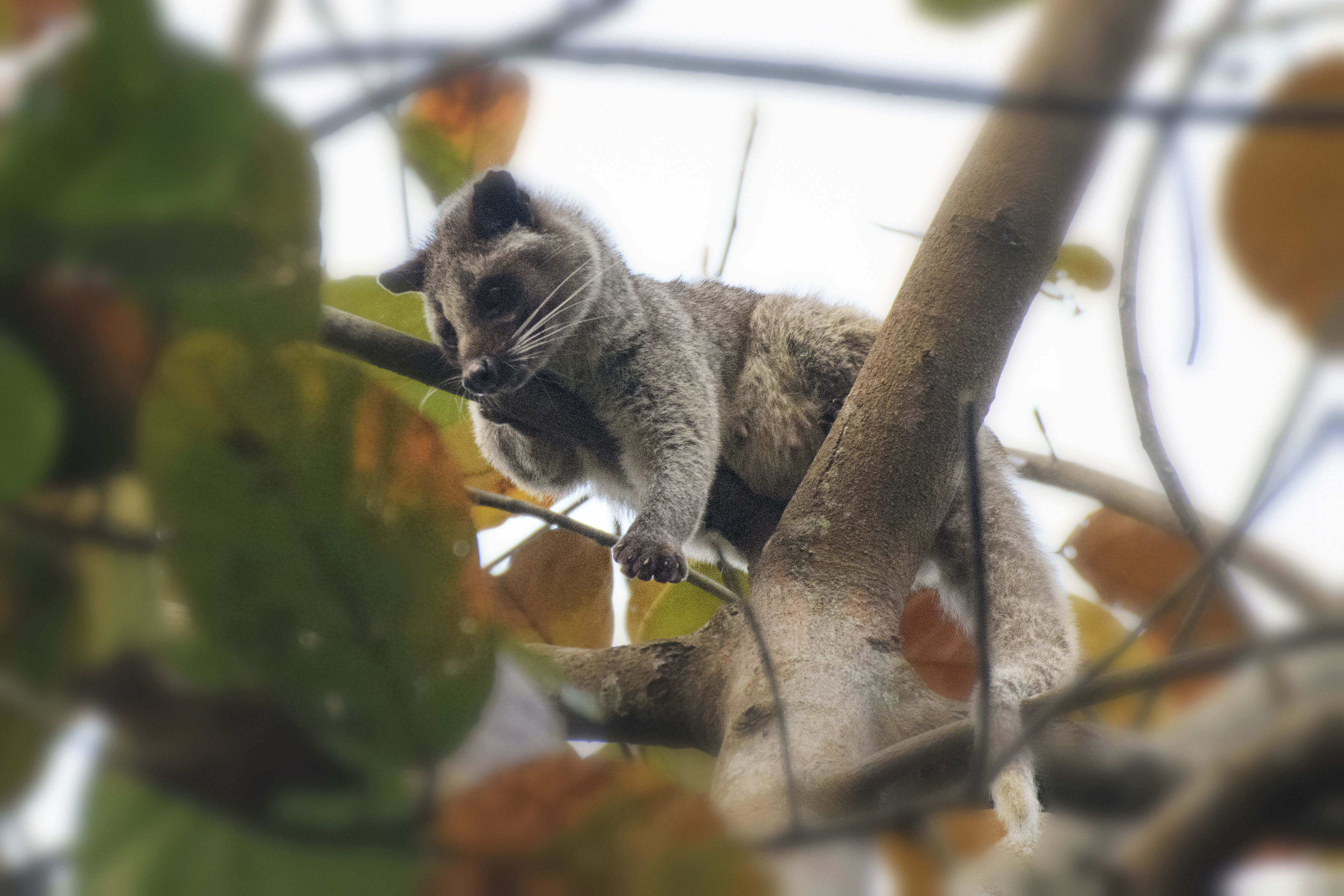
Oviječ maskovaný
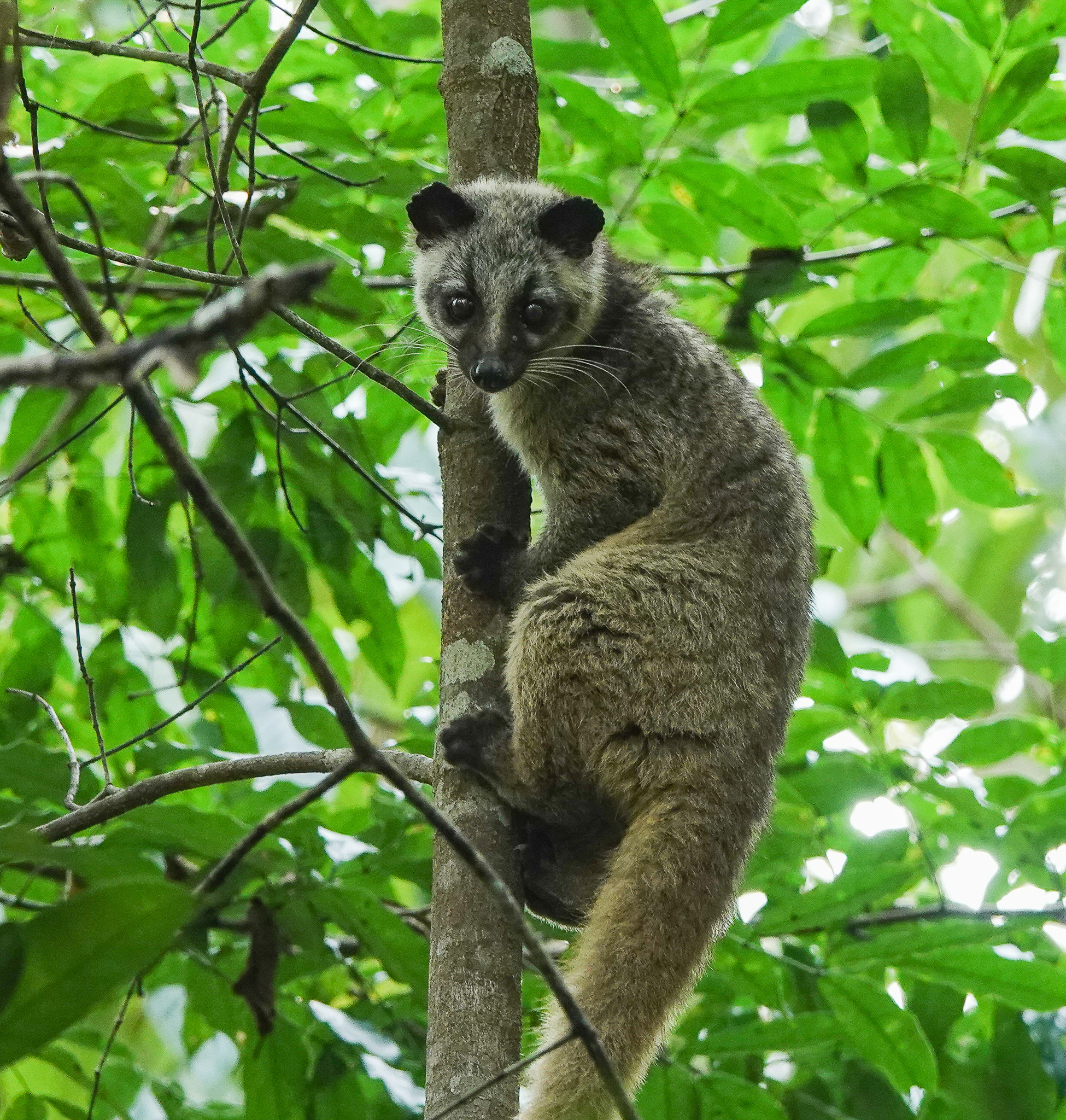
Oviječ maskovaný v Indii
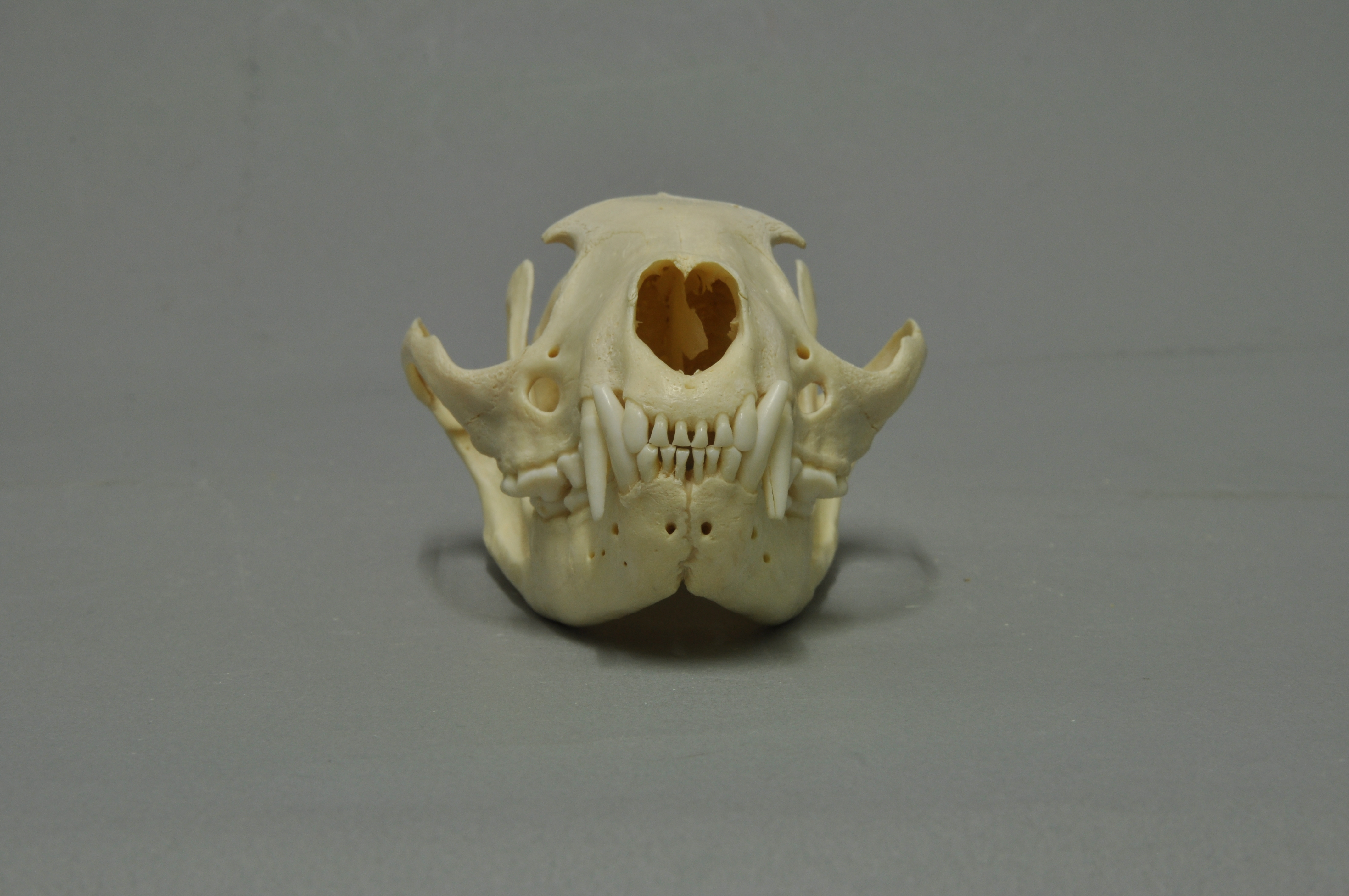
Lebka